# Adetus subellipticus
Adetus subellipticus är en skalbaggsart som beskrevs av Bates 1880. Adetus subellipticus ingår i släktet Adetus och familjen långhorningar.
Artens utbredningsområde är Guatemala. Inga underarter finns listade i Catalogue of Life.